# العلاقات الغرينادية الكمبودية
العلاقات الغرينادية الكمبودية هي العلاقات الثنائية التي تجمع بين غرينادا وكمبوديا.

## مقارنة بين البلدين
هذه مقارنة عامة ومرجعية للدولتين:
| وجه المقارنة                                              | غرينادا                                         | كمبوديا                   |
| --------------------------------------------------------- | ----------------------------------------------- | ------------------------- |
| المساحة (كم2)                                             | 348                                             | 181.03 ألف                |
| عدد السكان (نسمة)                                         | 107.83 ألف                                      | 16.01 مليون               |
| الكثافة السكانية (ن./كم²)                                 | 30.99 ألف                                       | 88.44                     |
| العاصمة                                                   | سانت جورجز                                      | بنوم بنه                  |
| اللغة الرسمية                                             | لغة إنجليزية، لغة غرينادا الكريولية الإنجليزية ‏ | اللغة الخميرية            |
| العملة                                                    | دولار شرق الكاريبي                              | ريال كمبودي، دولار أمريكي |
| الناتج المحلي الإجمالي (بليون دولار)                      | 1.12 مليار                                      | 22.16 مليار               |
| الناتج المحلي الإجمالي (تعادل القوة الشرائية) بليون دولار | 1.45 مليار                                      | 54.37 مليار               |
| الناتج المحلي الإجمالي الاسمي للفرد دولار أمريكي          | 9.21 ألف                                        | 1.16 ألف                  |
| الناتج المحلي الإجمالي للفرد دولار أمريكي                 | 12.43 ألف                                       | 3.26 ألف                  |
| مؤشر التنمية البشرية                                      | 0.750                                           | 0.555                     |
| رمز المكالمات الدولي                                      | +1473                                           | +855                      |
| رمز الإنترنت                                              | .gd                                             | .kh                       |
| المنطقة الزمنية                                           | 00                                              | ت ع م+07:00               |

## منظمات دولية مشتركة
يشترك البلدان في عضوية مجموعة من المنظمات الدولية، منها:
| علم المنظمة | اسم المنظمة                               | تاريخ انضمام غرينادا | تاريخ انضمام كمبوديا |
| ----------- | ----------------------------------------- | -------------------- | -------------------- |
|             | الاتحاد البريدي العالمي                   | ?                    | ?                    |
|             | يونسكو                                    | 17 فبراير 1975       | 3 يوليو 1951         |
|             | البنك الدولي للإنشاء والتعمير             | 27 أغسطس 1975        | 22 يوليو 1970        |
|             | منظمة التجارة العالمية                    | ?                    | ?                    |
|             | وكالة ضمان الاستثمار متعدد الأطراف        | 12 أبريل 1988        | 1 ديسمبر 1999        |
|             | الاتحاد الدولي للاتصالات                  | 17 نوفمبر 1981       | 10 أبريل 1952        |
|             | منظمة الشرطة الجنائية الدولية             | ?                    | ?                    |
|             | مؤسسة التمويل الدولية                     | 28 أغسطس 1975        | 26 مارس 1997         |
|             | الأمم المتحدة                             | 17 سبتمبر 1974       | 14 ديسمبر 1955       |
|             | مؤسسة التنمية الدولية                     | 28 أغسطس 1975        | 22 يوليو 1970        |
|             | منظمة حظر الأسلحة الكيميائية              | ?                    | ?                    |
|             | المركز الدولي لتسوية المنازعات الاستشارية | 23 يونيو 1991        | 19 يناير 2005        |

## وصلات خارجية
- موقع وزارة الخارجية الكمبودية